# Universiteit van Coventry
De Universiteit van Coventry (Engels: Coventry University) is een van de zogenaamde nieuwe Britse universiteiten in de Engelse industriestad Coventry.
Deze instelling van hoger onderwijs is ontstaan in 1843, maar kreeg pas in 1992 de titel University. Voor 1992 heeft het instituut bekendgestaan als Coventry Polytechnic, Lanchester Polytechnic en Coventry College of Art. De oorspronkelijke benaming was Coventry College of Design.